# Javairô Dilrosun
Javairô Joreno Faustino Dilrosun (Amsterdam, 22 juni 1998) is een Nederlands voetballer die doorgaans als aanvaller speelt. Sinds 11 juli 2022 stond Dilrosun onder contract bij Feyenoord, maar op 1 februari 2024 vertrok hij naar Club América. Dilrosun debuteerde in 2018 in het Nederlands voetbalelftal.

## Carrière

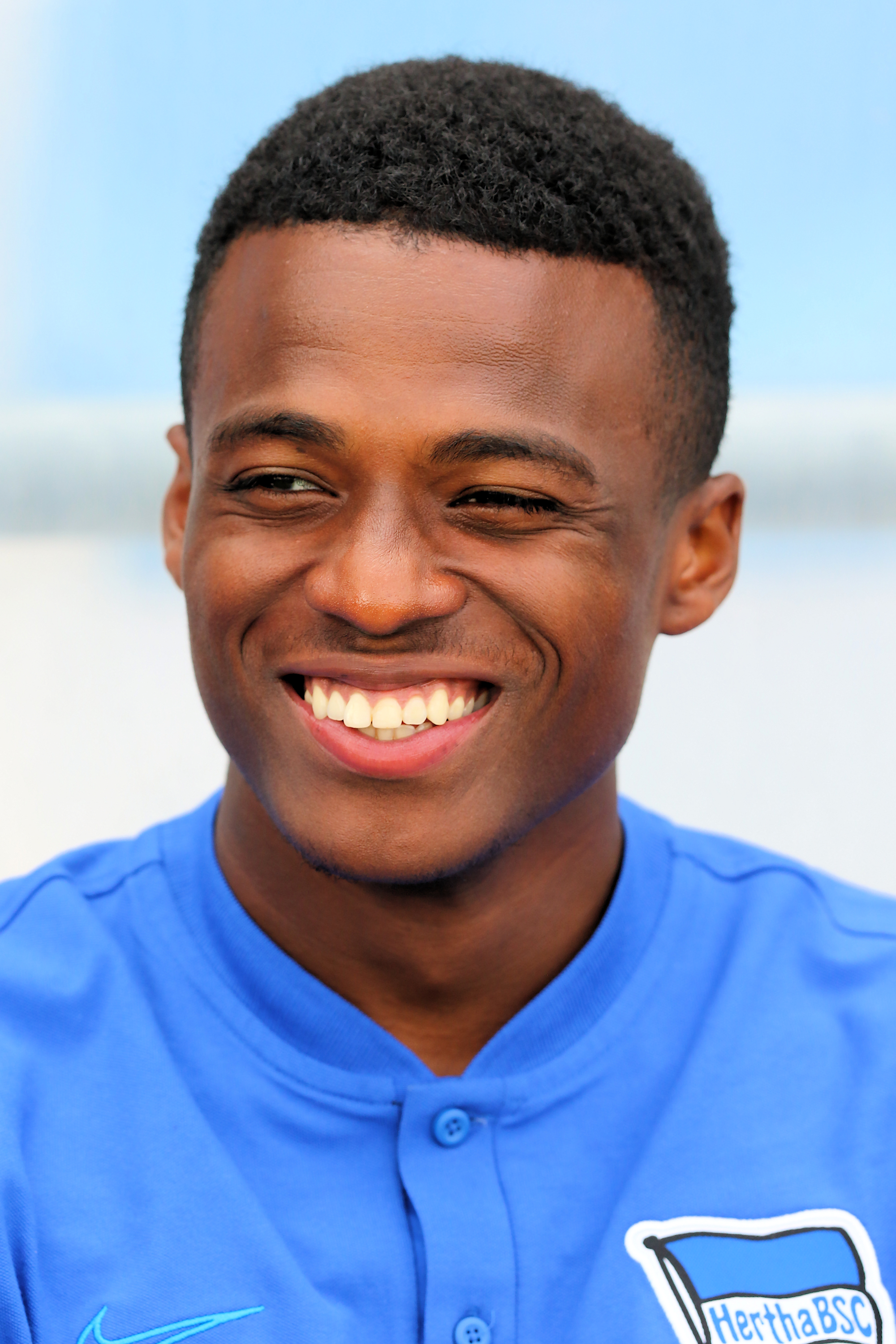
Dilrosun in 2019 met Hertha BSC

Dilrosun begon met voetballen bij ASV Arsenal en doorliep de jeugdopleiding van Ajax, waar hij in 2014 voor een bedrag van 300.000 euro naar de jeugdopleiding van Manchester City vertrok. In 2018 vertrok hij daar transfervrij naar Hertha BSC. Bij Hertha begon hij bij het tweede elftal, dat in de Regionalliga Nordost speelt. Dilrosun debuteerde voor Hertha op 2 september 2018, in de met 0-2 gewonnen uitwedstrijd tegen FC Schalke 04. Hij kwam in de 6e minuut in het veld voor de geblesseerd geraakte Karim Rekik. Dilrosun gaf in de 15e minuut de assist op de 0-1 van Ondrej Duda. Op 15 september scoorde hij zijn eerste doelpunt in de Bundesliga tegen Wolfsburg. Op 31 oktober 2018 werd Javairô opgeroepen voor de voorselectie van het Nederlands elftal van Ronald Koeman. Koeman maakte op 9 november 2018 bekend dat Dilrosun in de definitieve selectie was opgenomen voor de duels in de UEFA Nations League tegen Frankrijk en Duitsland. Op 11 juli 2022 tekende hij een vierjarig contract bij Feyenoord, waarvoor hij op 7 augustus 2022 debuteerde in de Eredivisie. Hij wist tijdens zijn debuutwedstrijd gelijk een doelpunt te maken tegen Vitesse.

## Clubstatistieken

#### Beloften
| Seizoen                      | Club            | Land            | Competitie          | Competitie | Competitie | Beker | Beker | Totaal | Totaal |
| Seizoen                      | Club            | Land            | Competitie          | Wed.       | Dlp.       | Wed.  | Dlp.  | Wed.   | Dlp.   |
| ---------------------------- | --------------- | --------------- | ------------------- | ---------- | ---------- | ----- | ----- | ------ | ------ |
| 2018/19                      | Hertha BSC II   | Duitsland       | Regionalliga N.-ost | 4          | 0          | –     | –     | 4      | 0      |
| Totaal beloften              | Totaal beloften | Totaal beloften | Totaal beloften     | 4          | 0          | 0     | 0     | 4      | 0      |
| Bijgewerkt op 5 oktober 2019 |                 |                 |                     |            |            |       |       |        |        |

#### Senioren
| Seizoen                        | Club                    | Land           | Competitie     | Competitie | Competitie | Beker | Beker | Totaal | Totaal |
| Seizoen                        | Club                    | Land           | Competitie     | Wed.       | Dlp.       | Wed.  | Dlp.  | Wed.   | Dlp.   |
| ------------------------------ | ----------------------- | -------------- | -------------- | ---------- | ---------- | ----- | ----- | ------ | ------ |
| 2018/19                        | Hertha BSC              | Duitsland      | Bundesliga     | 17         | 2          | 1     | 0     | 18     | 2      |
| 2019/20                        | Hertha BSC              | Duitsland      | Bundesliga     | 23         | 4          | 2     | 0     | 25     | 4      |
| 2020/21                        | Hertha BSC              | Duitsland      | Bundesliga     | 12         | 0          | 1     | 0     | 13     | 0      |
| 2021/22                        | Hertha BSC              | Duitsland      | Bundesliga     | 2          | 0          | 1     | 0     | 3      | 0      |
| 2021/22                        | → Girondins de Bordeaux | Frankrijk      | Ligue 1        | 32         | 2          | 2     | 1     | 34     | 3      |
| 2022/23                        | Feyenoord               | Nederland      | Eredivisie     | 31         | 5          | 3     | 1     | 34     | 6      |
| 2023/24                        | Feyenoord               | Nederland      | Eredivisie     | 1          | 0          | 0     | 0     | 1      | 0      |
| Carrièretotaal                 | Carrièretotaal          | Carrièretotaal | Carrièretotaal | 121        | 14         | 7     | 1     | 128    | 15     |
| Bijgewerkt op 29 augustus 2023 |                         |                |                |            |            |       |       |        |        |

## Interlandcarrière
Dilrosun maakte op 19 november 2018 zijn debuut in het Nederlands voetbalelftal, tegen Duitsland. Tijdens de rust kwam kwam hij in het veld voor Ryan Babel. Na 21 minuten in de tweede helft raakte hij geblesseerd en werd hij vervangen door Luuk de Jong. Hiermee was Dilrosun de eerste international die tijdens zijn debuutwedstrijd een speler verving, maar zelf ook gewisseld werd.
| Interlands van Javairô Dilrosun voor Nederland | Interlands van Javairô Dilrosun voor Nederland | Interlands van Javairô Dilrosun voor Nederland | Interlands van Javairô Dilrosun voor Nederland | Interlands van Javairô Dilrosun voor Nederland | Interlands van Javairô Dilrosun voor Nederland |
| №                                              | Datum                                          | Wedstrijd                                      | Uitslag                                        | Soort wedstrijd                                | Goals                                          |
| ---------------------------------------------- | ---------------------------------------------- | ---------------------------------------------- | ---------------------------------------------- | ---------------------------------------------- | ---------------------------------------------- |
|                                                |                                                |                                                |                                                |                                                |                                                |
| Als speler van Hertha BSC                      |                                                |                                                |                                                |                                                |                                                |
| 1.                                             | 19 november 2018                               | Duitsland – Nederland                          | 2 – 2                                          | UEFA Nations League                            |                                                |

## Erelijst
| Competitie | Aantal    | Jaren     |
| Feyenoord  | Feyenoord | Feyenoord |
| ---------- | --------- | --------- |
| Eredivisie | 1x        | 2022/23   |